# Rijksbeschermd gezicht Bergen op Zoom
Gezicht Bergen op Zoom is een van rijkswege beschermd stadsgezicht in Bergen op Zoom in de Nederlandse provincie Noord-Brabant. De procedure voor aanwijzing werd gestart op 12 juli 1982. Het gebied werd op 17 juli 1986 definitief aangewezen. Het beschermd gezicht beslaat een oppervlakte van 49,9 hectare.
Panden die binnen een beschermd gezicht vallen krijgen niet automatisch de status van beschermd monument. Wel zal de gemeente het bestemmingsplan aanpassen om nieuwe ontwikkelingen in het gebied te reguleren. De gezichtsbescherming richt zich op de stedenbouwkundige en cultuurhistorische waardering van een gebied en wil het toekomstig functioneren daarvan veiligstellen.